# Patricia van der Vliet
Patricia van der Vliet (14 de julio de 1989) es una modelo neerlandesa, que quedó cuarta en el concurso de televisión Holland's Next Top Model, la versión neerlandesa de America's Next Top Model.

## Biografía

### Primeros años
Van der Vliet nació en Zaandam, Holanda del Norte. Antes de audicionar para Holland's Next Top Model, trabajó como dependienta y asistente de universitarios de primer año.

### Holland'sNext Top Model
Van der Vliet compitió contra otras diez concursantes y quedó cuarta en Holland's Next Top Model. Un día antes de la final fue confirmado que sería finalista aunque hubiera estado ingresada en un hospital por la enfermedad de Crohn. Los televidentes podían votar por sus favoritas durante las semanas que van der Vliet estuvo ingresada pero la gente no estaba segura de que van der Vliet fuera a ser finalista, así que no votaron por ella.

### Carrera

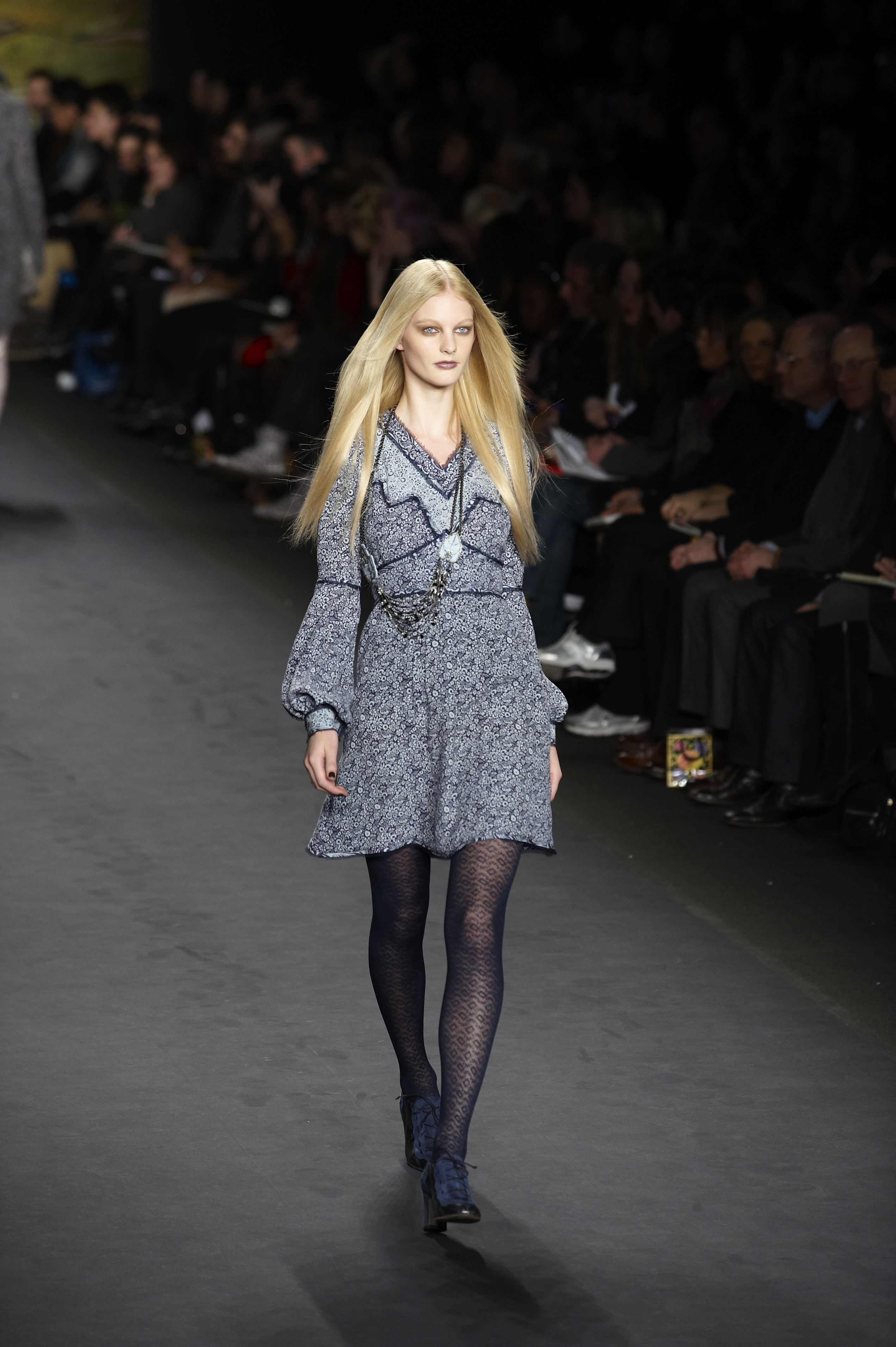
van der Vliet para Anna Sui FW 2010.

En la actualidad tiene un contrato con Elite Models en Ámsterdam, The Society Management en Nueva York, Union Models en Londres, Elite Model Management en París y Milán, Munich Models en Múnich y Action Management en Atenas. Solía tener un contrato con Nathalie Agency en París y Why Not Model Agency en Milán.
Hizo su debut en la pasarela de los eventos de primavera/verano en Nueva York, Milán, y París.
Desfiló para Celine, Dries van Noten, Herve Leger, Karl Lagerfeld, Kenzo, Loewe, Nina Ricci, Sonia Rykiel, Sophia Kokosalaki, Valentino e Yves Saint Laurent. Abrió para Louis Vuitton y BCBG Max Azria y cerró para Balenciaga, Preen y Giles Deacon. Es la primera concursante de Top Model en desfilar para Prada como exclusiva.
Poco después de su debut en la pasarela, style.com y models.com la llamaron una de las top 10 nuevas de la temporada. Después del exitoso debut, apareció en ediciones para Numéro, Interview, W, Allure, la Elle francesa, la Vogue italiana, japonesa, británica, china, rusa, alemana y estadounidense.
Apareció en campañas de Balenciaga, Burberry, Sonia Rykiel, H&M y Nicole Farhi y catálogos de Alexander McQueen y Bergdorf Goodman. También desfiló para Givenchy y Valentino.
Para la temporada de otoño 2010, desfiló en unos 50 eventos, incluyendo Balenciaga, Prada, Chanel, Louis Vuitton, Hermès, Marc Jacobs, Givenchy, Dolce & Gabbana y Valentino.
Van der Vliet fue posicionada 29° en el ranking internacional de models.com.
Primavera de 2011 fue otra gran temporada para ella, desfilado en 46 eventos, incluyendo Chanel, Balenciaga, Yves Saint Laurent, Calvin Klein, Alexander McQueen, Givenchy, Dolce & Gabbana, entre otros. A pesar de haber estado enferma, otoño de 2011 fue otra gran temporada para ella, desfilando en 31 eventos como los de Givenchy, Calvin Klein, Dolce & Gabbana, Burberry Prorsum, Valentino, Alexander McQueen, Giorgio Armani y Chanel.
En agosto de 2010, van der Vliet apareció en la portada de Vogue Beauty, Japón. También en la editorial de octubre de 2010 de Vogue China, junto a Karlie Kloss, su segunda portada de Vogue. En abril de 2011 apareció en la portada de Vogue Nippon Isetan Mania, el suplemento de Vogue Nippon.
También apareció en portada de Elle Francia y la portada de primavera/verano 2011 de Grey Magazine, siendo fotografiada por Ellen Von Unwerth, siguiendo los pasos de Karolina Kurkova, Constance Jablonski, Hannelore Knuts y Karlie Kloss.
En octubre se 2015, van der Vliet fue referida por Cosmopolitan como una de las Top Model más exitosas.